# Ensayo histórico sobre la noción de Estado en Chile en los siglos XIX y XX
Ensayo histórico sobre la noción de Estado en Chile en los siglos XIX y XX es un libro del historiador Chileno Mario Góngora, publicado por ediciones La Ciudad en 1981, y considerado como la obra más importante del autor. Desde 1986 el libro es publicado por la Editorial Universitaria.

## Contenido
Mario Góngora escribió el libro producto del rumbo neoliberal que había tomado la dictadura militar, que conllevaba la desestructuración del estado de bienestar. Su postura era opuesta a este proceso, y el ensayo da las razones de esa posición en fundamentos históricos. Según Góngora, la matriz fundadora de la nacionalidad es producto del rol del Estado, desde la época de Diego Portales, y fortalecido a través de las diversas guerras con los vecinos.
Sin duda alguna la sección más interesante del libro es la dedicada al siglo XX. Allí analiza los diversos procesos globales que afectaron a Chile, incluyendo la república parlamentaria, el período que él llama «el tiempo de los caudillos» (representado por los gobiernos de Arturo Alessandri Palma y Carlos Ibáñez del Campo), el régimen presidencial con alianzas de partidos y (el más destacado en su interpretación) el de las planificaciones globales.
Este último término es uno de los primeros intentos serios de dar una respuesta histórica al fracaso de la democracia que culminó con el golpe de Estado del 11 de septiembre de 1973. Se basa en que desde 1964, el país funcionó a base de planificaciones globales, en donde cada uno de los tres tercios de la política chilena (izquierda, centro y derecha) funcionaban según una nueva estructura que venía a cambiar radicalmente la anterior, por lo que era inadmisible la alianza con otras tendencias pues afectaban el plan global, de la cual ninguna pieza debía fallar. La última de estas planificaciones sería la dada por la dictadura militar, que implanta el neoliberalismo y la globalización, que a juicio de Góngora puede conllevar a la peor de las tiranías, el Estado mundial.
La publicación del ensayo motivó una serie de polémicas, tanto sobre la tesis general como por la interpretación histórica reciente.